# سن‌کور
سن‌کور یکی از تولیدکنندگان پیشرو لبنیات در آرژانتین است. این شرکت یک پنجم کل تولید کشور و ۹۰ درصد صادرات لبنیات آرژانتین را در اختیار دارد. سن‌کور یک شرکت تعاونی بزرگ است که از بسیاری از شرکت‌های کوچک‌تر تشکیل شده و در «حوضهٔ مرکزی شیر» آرژانتین در اطراف مرز بین استان‌های سانتافه و کوردوبا مستقر است.
سن‌کور شیر، شیرخشک، خامه، پنیر، کره و دولسه د لچه (کارامل شیر) تولید می‌کند که با برندها و نام‌های تجاری مختلفی به فروش می‌رسند.
پس از یک بحران مالی طولانی که شرکت را مجبور به فروش چندین کارخانه و برند و از دست دادن ۳۲۰۰ کارمند کرد، سن‌کور اکنون ۱۰ درصد از تولید سال ۲۰۱۵ خود را تولید می‌کند. این کارخانه هر ماه ۵۰۰٬۰۰۰ لیتر (۱۳۰٬۰۰۰ گالون آمریکایی) شیر فرآوری می‌کند.

## تاریخچه
این تعاونی در ۱۷ سپتامبر ۱۹۳۸ به عنوان انجمنی از بسیاری از تولیدکنندگان تعاونی در منطقهٔ مرکزی کشور تأسیس شد و با موفقیت خود و جذب اعضای بیشتر، گسترش یافت. اولین پالایشگاه صنعتی این شرکت مربوط به کره‌سازی بود که در سال ۱۹۴۰ در سانچیلز، سانتافه، جایی که امروز دفتر مرکزی سن‌کور در آن قرار دارد، افتتاح شد. در دههٔ ۱۹۴۰ پالایشگاه‌های جدیدی که کره، پنیر و دولسه د لچه تولید می‌کردند، به بهره‌برداری رسیدند. در سال ۱۹۴۲، این تعاونی اولین کارخانهٔ خود را در همان شهر افتتاح کرد. در سال ۱۹۴۳، کارخانهٔ برینکمن در شمال شرقی استان کوردوبا افتتاح شد که به‌طور ویژه برای تولید کره طراحی شده بود. در همان سال تولید دولسه د لچه آغاز شد.
در سال ۱۹۵۳، سن‌کور به‌منظور تقویت عملیات تجارت بین‌المللی خود، یک شعبه در شهر نیویورک، ایالات متحده، افتتاح کرد؛ و در سال ۱۹۵۶، شعبه‌های جدیدی در بوئنوس آیرس و دیگر شهرهای آرژانتین افتتاح شدند. در سال ۱۹۸۶، یک شرکت دختر به نام سن‌کور دو برزیل، در سائوپائولو، برزیل تأسیس شد.
در سال ۱۹۹۴، سن‌کور اولین تعاونی آرژانتینی بود که برات خود را منتشر کرد.

## نجات مالی ۲۰۰۶
در طول دههٔ ۱۹۹۰، سن‌کور بدهی زیادی برای تأمین مالی سرمایه‌گذاری‌های خود متحمل شد. در سال ۱۹۹۸، بحران بازار لبنیات شروع به ایجاد مشکلاتی برای این تعاونی کرد که پس از فروپاشی اقتصاد آرژانتین در سال ۲۰۰۱، این مشکلات به شدت افزایش یافت. نزدیک به پایان سال ۲۰۰۶، این شرکت با عدم امکان پرداخت حدود ۱۶۷ میلیون دلار مواجه شد. شرکت آدکواگرو، که بخشی از مالکیت آن متعلق به جرج سوروس، سرمایه‌دار آمریکایی است، نامه‌ای مبنی بر تمایل خود به این امر امضا کرد. شرکت آدکواگرو موافقت کرده بود که ۵۰ میلیون دلار به عنوان سرمایهٔ در گردش به علاوهٔ ۷۰ میلیون دلار برای بازپرداخت بدهی‌های سن‌کور در اختیار این شرکت قرار دهد و در عوض کنترل ۶۲٫۵ درصد از شرکت را دریافت کند. با توجه به نگرانی‌های دولت آرژانتین و دیگران، سن‌کور در ابتدا دریافت هرگونه پیشنهاد دیگری از سرمایه‌گذاران ملی را تکذیب کرد، اما گروه پترسن، به رهبری کارآفرینان آرژانتینی انریکه اسکنازی، اوگو سیگمن و ادواردو ارنکیان، ادعا کرد که پیشنهاد بهتری ارائه داده که رد شده است.
کمی بعد، هوگو چاوز، رئیس‌جمهور ونزوئلا، از آرژانتین بازدید کرد و پیشنهاد یک وام نجات به شرکت سن‌کور را داد، تا حدی برای پرداخت بدهی‌هایش و تا حدی برای تأمین مالی سرمایه‌گذاری‌های مورد نیاز، در ازای دریافت شیر خشک و مشاوره فنی. قرارداد رسمی در ۱۱ دسامبر ۲۰۰۶ بین سن‌کور و بانک توسعهٔ اقتصادی و اجتماعی ونزوئلا، امضا شد. طی این قرارداد سن‌کور مجبور نبود که از حالت تعاونی خارج شود، همان‌طور که در مورد پیشنهادهای جایگزین اتفاق می‌افتاد. کل وام به ۱۳۵ میلیون دلار می‌رسید که ۸۰ میلیون دلار آن با صادرات شیر خشک بازپرداخت می‌شد، در حالی که ۵۵ میلیون دلار دیگر به عنوان سرمایهٔ در گردش به کار گرفته می‌شد.